# تالارهای گفتگوی اوبونتو
تالارهای گفتگو اوبونتو تالار گفتگو رسمی برای سیستم‌عامل اوبونتو است.
تا دسامبر ۲۰۱۳، تالارهای گفتگو اوبونتو ۱٫۸۸۰٫۶۵۸ عضو و بیشتر از ۲٫۰۰۰٫۶۷۰ مبحث داشت. تالارهای گفتگو اوبونتو در حال حاضر توسط نرم‌افزار مدیریت انجمن وی‌بولتین اجرا می‌شود.
در ۲۰ ژوئیه ۲۰۱۳، این وب‌گاه از طرف مهاجم(ها) هم دچار مشکل شده بود هم سعی می‌کردند به «آدرس‌های الکترونیکی و گذرواژه‌های همهٔ کاربران» دسترسی پیدا کنند.

## تاریخچه
تالارهای گفتگو اوبونتو در اوت ۲۰۰۴ بدست رایان تروی ایجاد شد. تالارهای گفتگو به منبع محبوبی برای اوبونتو تبدیل شد و در نوامبر ۲۰۰۴ تالارهای گفتگو رسمی اوبونتو تلقی شد. هزینه‌های میزبانی تالارهای گفتگو و کمک‌های مالی کاربران تالار گفتگو تا مارس ۲۰۰۶ وقتی که کنونیکال میزبانی تالارهای گفتگو روی سرور خودش را پیشنهاد کرد به رایان پرداخت می‌شد. در ژوئن ۲۰۰۷، نام دامنه، مجوز و دارایی تالارهای گفتگو تماماً به کنونیکال منتقل شد، که اکنون مالک انحصاری آن است.

## نقش
کارکرد اصلی تالارهای گفتگو اوبونتو برای پشتیبانی اوبونتو است، اما این وب‌گاه بخش اجتماعی هم دارد که مباحث متفرقه در آنجا به بحث گذاشته می‌شوند.

## حکومت‌داری
تالارهای گفتگو اوبونتو بدست گروهی داوطلب اداره می‌شود، که اغلب از آن‌ها به عنوان کارکنان تالار گفتگو یاد می‌شود. کارکنان تالار گفتگو دو رتبه دارند، سرپرست‌ها و مدیران. سرپرست‌ها در شورای تالار گفتگو خدمت می‌کنند.